# Барлакуль
Барлакуль (рос. Барлакуль) — присілок у Здвінському районі Новосибірської області Російської Федерації.
Входить до складу муніципального утворення Лянінська сільрада. Населення становить 170 осіб (2010).

## Історія
Згідно із законом від 2 червня 2004 року органом місцевого самоврядування є Лянінська сільрада.

## Населення
| 1926 | 2002 | 2007 | 2010 |
| ---- | ---- | ---- | ---- |
| 998  | ↘228 | ↘217 | ↘170 |